# Ajoš
Ajoš (mađ. Hajós, nje. Hajosch, Hajasch) je grad u jugoistočnoj Mađarskoj.
Zauzima površinu od 89,92 km četvorna.

## Zemljopisni položaj
Nalazi se u regiji Južni Alföld, na 46°24' sjeverne zemljopisne širine i 19°07' istočne zemljopisne dužine.

## Upravna organizacija
Upravno pripada kalačkoj mikroregiji u Bačko-kiškunskoj županiji. Poštanski broj je 6344.
Nekad je Loma pripadala ovom selu, odnosno Loma i naselja Hajósitanyák, Lida, Kall i Sađuđ koja su 1986. odvojena iz Ajoša i od njih je formirano selo Loma.

## Povijest
Mađarsko ime Hajós dolazi od mađarske riječi "hajó" koja znači "čamac" ili "brod". Moguće je da je u srednjem vijeku Ajoš okruživala velika vodena masa. 
Za vrijeme turskih osvajanja, srednjovjekovni Ajoš je izgubio dosta svog stanovništva, a selo je razoreno. Stoga je kalački nadbiskup 1722. godine usmjerio njemačke (švapske) doseljenike iz Württemberga na mjesto nekadašnjeg sela Ajoša, neka ondje naprave svoje selo. Isto selo je dobilo trgovišna prava (Marktrecht) 1756. godine. Ajoš je dobio status grada 1. srpnja 2008. god.

## Gospodarstvo
Vinarstvo. Više od 1.200 vinskih podruma.
Vinski festival se održava na dan svetog Urbana, zaštitnika vinogradara i vinara.

## Stanovništvo
U Ajošu živi 3.560 stanovnika (2001.). Stanovnici su Mađari.

## Šport
U Ajošu se povremeno održavaju i međunarodna nogometna natjecanja, kao što je tradicionalni međunarodni omladinski nogometni turnir u organizaciji Mađarskog nogometnog saveza, na kojima sudjeluju omladinske reprezentacije u dobnoj skupini do 17 godina.

## Bratimljenja sela i gradova
- Hirrlingen, od 1982. godine.
- Lengenfeld

## Vanjske poveznice
- (mađ.) Hajós a Vendégvárón  Arhivirana inačica izvorne stranice od 11. siječnja 2005. (Wayback Machine)
- (mađ.) Légifotók Hajósról